# BASFジャパン
BASFジャパン株式会社（ビーエーエスエフジャパン）は、ドイツに本拠を置く世界最大の総合化学メーカー「BASF」の日本法人である。

## 主力製品・事業
日本のBASFグループは、BASFジャパン株式会社と6社の子会社・関連会社で構成されており（2012年5月時点）、主要生産拠点は三重県四日市市（熱可塑性ポリウレタン、ポリマーディスパージョン）、神奈川県茅ヶ崎市（コンクリート混和剤、建設化学品）、横浜市戸塚区（塗料）、茨城県古河市（パーソナルケア製品原料）および北茨城市（プラスチック添加剤）である。
尼崎研究開発センターでは、エレクトロニクスおよびエネルギー分野をはじめ、塗料、インク、接着剤、包装材向け原料の研究開発およびテクニカルサービスを行っている。また2012年1月には「横浜イノベーションセンター」（エンジニアリングプラスチック）を新設した。
グループ全体で化学品、プラスチック、機能性化学品、高機能製品、農業関連製品の5部門を擁する。

### 化学品
基礎化学品、接着剤、半導体・太陽電池業界向けの電子材料化学品から溶剤、可塑剤のほか、洗剤、プラスチック、繊維、ペイントおよびコーティング材、医薬品などの原料まで供給は多岐にわたる。

### プラスチック
エンジニアリングプラスチック 、スチレン発泡体、ポリウレタン、硬質フォームなどを取り扱う。

### 高機能製品
ビタミン、食品添加物、医薬品成分、衛生・ホームケア・パーソナルケアなどの商品成分を取り扱う。

### 機能性化学品
自動車・工業用触媒、自動車・工業用塗料、コンクリート混和剤のほか、タイル用接着剤や建築用塗料などの建築用システムを供給する。

### 農業関連製品
真菌病や害虫、雑草から作物を保護するための製品を供給する。植物バイオテクノロジーの研究活動も行う。

## 沿革
- 1888年（明治21年）- BASFが日本市場へ初めて接触。
- 1898年（明治31年）- BASFの代表的染料であるインディゴ・ピュアBASFが山田商店および柴田商店によって輸入開始。
- 1949年（昭和24年）10月12日 - BASFとの意志交換に基づき、山田商店と柴田商店により日本においてBASFの製品を専門に扱う会社、カラケミー貿易株式会社を設立。BASF AGより製品輸入・販売開始。
- 1965年（昭和40年）- カラケミー貿易からバーディシェ染料化学品株式会社に社名変更。
- 1974年（昭和49年）- 社名をビーエーエスエフジャパン株式会社へ変更。のち2000年にBASFジャパンに社名変更した。
- 1988年（昭和63年）- 四日市事業所開設
- 1995年（平成7年）- 1,4-ブタンジオール（BDO）の国内生産拠点として、出光興産との合弁により出光BASF株式会社（現・BASF出光）を設立。
- 1999年（平成11年）- ポリウレタン事業の再編、BASF INOACポリウレタン株式会社に社名変更。
- 2000年（平成12年）- アメリカン・ホーム・プロダクツの農薬事業を統合。サイアナミッド・ジャパン株式会社の株式を取得。翌年BASFアグロ株式会社に社名変更。
- 2005年（平成17年）- 日油との塗料事業の合弁会社の全株式を取得し、BASFコーティングスジャパン株式会社に社名変更。
- 2007年（平成19年）- 建設化学部門の3社の合併により、BASFポゾリス株式会社が発足。
- 2009年（平成21年）- BASFアグロをBASFジャパンに統合。
- 2010年（平成22年）‐ チバ・ジャパン株式会社およびムサシノガイギー株式会社をBASFジャパンに統合。
- 2011年（平成23年）- コグニスジャパン株式会社をBASFジャパンに統合。
- 2019年（平成31年）- 六本木ヒルズ21階からOVOL 日本橋ビル3階に本社を移転。
- 2020年（令和2年）8月19日 - 出光興産がBASF出光にかかる合弁契約を解消すると発表。BDO事業はBASFグループが承継し、出光は撤退する。出光興産千葉事業所内にある製造設備は同年12月に停止する[2]。

## 事業拠点
BASFジャパン
本社東京都 中央区
オフィス大阪、名古屋
事業所四日市
工場磯原・北利根・四日市六呂見・四日市霞
研究所田原、尼崎研究開発センター（エレクトロニクス分野）、横浜イノベーションセンター（エンジニアリングプラスチック分野）

## 主なグループ会社
- BASFコーティングスジャパン株式会社
- BASFポゾリス株式会社
- BASF・メタルズ・ジャパン株式会社
- BASF INOACポリウレタン株式会社
- エヌ・イー ケムキャット株式会社

## キャッチフレーズ（コーポレート・ステートメント）
「We create chemistry（～私たちは化学でいい関係を作ります～）」
世界をリードする化学メーカーとして、資源の保護、健康的な食料と栄養の確保および人々の生活の質（クオリティ・オブ・ライフ）の向上、さらに持続可能な将来をつくることを目指す企業戦略。